# Трабія
Трабія (італ. Trabia, сиц. Trabbìa) — муніципалітет в Італії, у регіоні Сицилія,  метрополійне місто Палермо.
Трабія розташована на відстані близько 450 км на південь від Рима, 29 км на південний схід від Палермо.
Населення — 10 579 осіб (2014).

## Демографія
Населення за роками:

Станом на 1 січня 2023 року в муніципалітеті офіційно проживав 151 іноземець з 43 країн, серед них 57 громадян країн Євросоюзу.

## Сусідні муніципалітети
- Альтавілла-Мілічія
- Каккамо
- Кастельдачча
- Терміні-Імерезе